# Афганлы, Рза
Рза Рустам оглы Афганлы́ (настоящая фамилия — Джафар-Заде; 1899—1973) — советский азербайджанский актёр. Народный артист Азербайджанской ССР (1943). Лауреат Сталинской премии второй степени (1948).

## Биография
Р. Р. Джафар-Заде родился 15 мая 1899 года в селении Оган недалеко от Сераба (Иранский Азербайджан). Сценическую деятельность начал в Бакинском передвижном рабочем театре. С 1923 года актёр АзАДТ имени М. А. Азизбекова. В 1923—1926 годах учился в Бакинском театральном техникуме. Рза Афганлы умер 9 ноября 1973 года в Баку.

## Творчество

### Роли в театре
- 1929 — «Любовь Яровая» К. А. Тренёва — Михаил Яровой
- 1932 — «Отелло» Шекспира — Яго
- 1934 — «Гибель эскадры» А. Е. Корнейчука — Гайдар
- 1937 — «Ромео и Джульетта» Шекспира — Меркуцио
- 1938 — «Вагиф» С. Вургуна — Эльдар
- 1939 — «Бесприданница» А. Н. Островского — Сергей Сергеевич Паратов
- 1940 — «Гачах Наби» С. Рустама — Наби
- 1941 — «Король Лир» Шекспира — Эдмунд
- 1947 — «Утро Востока» Э. К. Мамедханлы — Фархад
- «Победители» Б. Ф. Чирскова — Муравьёв

### Фильмография
- 1938 — Бакинцы — Джафар
- 1939 — Крестьяне — Абас
- 1965 — Двадцать шесть бакинских комиссаров — Сулейман
- 1967 — Поединок в горах — Сархан
- 1968 — Именем закона — Вахидов
- 1972 — Жизнь испытывает нас — Шумал

## Награды и премии
- Народный артист Азербайджанской ССР (17.06.1943)
- Заслуженный артист Азербайджанской ССР (04.12.1938)
- Сталинская премия второй степени (1948) — за исполнение роли Фархада в спектакле «Утро Востока» Э. Г. Мамедханлы (1947)
- Орден Ленина (22.07.1949)
- Орден Трудового Красного Знамени (09.06.1959)
- Орден «Знак Почёта» (01.02.1939)